# Ivy Compton-Burnett
Ivy Compton-Burnett (Pinner, 5 giugno 1884 – Londra, 27 agosto 1969) è stata una scrittrice britannica.
Scrisse venti romanzi, tutti pubblicati con il nome di I. Compton-Burnett.

## Biografia
Il suo corso di formazione culturale comprese inizialmente studi privati e successivamente la frequentazione dell'Holloway College londinese.
Dopo essersi occupata di letteratura greca, pubblicò il suo romanzo di esordio, intitolato Dolores nel 1911, che fu seguito da un lungo periodo di studi e di ripensamenti.
Solamente nel 1925 l'autrice terminò la sua seconda fatica letteraria, Pastors and Masters, ("Padroni e maestri"), ambientato in una scuola privata e stilisticamente già indicante le caratteristiche peculiari della Compton-Burnett.
Il successo lo raggiunse quattro anni dopo con Brothers and Sisters ("Fratelli e sorelle"), nel quale furono ancor meglio delineati la tecnica e l'atmosfera graditi all'autrice. Se l'ambientazione tipica dei romanzi dell'autrice fu quella della provincia, i temi ricorrenti presenti nelle opere principali furono il dispotismo familiare e l'incesto, immersi in una atmosfera tragicomica.
Le opere seguenti proposero varianti sui temi preferiti dalla Compton-Burnett, vista l'alternanza del ruolo di tiranno domestico affibbiato sia al padre sia alla madre.
Nel 1955, vinse il James Tait Black Memorial Prize per il suo romanzo Mother and Son. Nel 1967, venne insignita del titolo di Dama di Commenda dell'Impero Britannico.

## Opere
- 1911 - Dolores
- 1925 - Pastors and Masters
  - Padroni e Maestri, trad. di Nicoletta Rosati Bizzotti, Milano, La Tartaruga  1992.
- 1929 - Brothers and Sisters
  - Fratelli e sorelle, trad. di Argia Micchettoni, Milano, Garzanti, 1963, 1975, 1982, 2010.
- 1931 - Men and Wives
  - Mariti e mogli,  trad. Manuela Francescon, Collana Le Strade, Roma, Fazi, 2022, ISBN 978-88-9325-382-6.
- 1933 - More Women Than Men
  - Più donne che uomini,  trad. di Orsola Nemi e Henry Furst, Milano, Longanesi, 1950, 1974, 1979; Milano, Guanda 1994.
  - Più donne che uomini, trad. Stefano Tummolini, Collana Le Strade, Roma, Fazi, 2019, ISBN 978-88-932-5383-3.
- 1935 - A House and Its Head
  - Il capofamiglia,  trad. Manuela Francescon, Collana Le Strade, Roma, Fazi, 2020, ISBN 978-88-932-5384-0.
- 1937 - Daughters and Sons
- 1939 - A Family and a Fortune
  - Una famiglia e una eredità, trad. di Nicoletta Rosati, Milano, La Tartaruga, 1987.
- 1941 - Parents and Children
  - Genitori e figli, trad. di Ida Levi, Milano, La Tartaruga, 1977.
- 1944 - Elders and Betters
- 1947 - Manservant and Maidservant
  - Servo e serva, trad. di Floriana Bossi, Torino, Einaudi 1972, 1981.
  -  Servo e serva, traduzione di Manuela Francescon, Collana Le Strade, Roma, Fazi, 2021, ISBN 978-88-932-5381-9.
- 1949 - Two Worlds and Their Ways
- 1951 - Darkness and Day
  - Il buio e la luce, trad. di Alfredo Tutino, Milano, La Tartaruga, 1996, ISBN 978-88-77-38246-7.
- 1953 - The Present and the Past
  - Il presente e il passato, trad. di Bruno Fonzi e Camillo Pennati, Torino, Einaudi, 1980.
- 1955 - Mother and Son
  - Madre e figlio, trad. di Adriana Motti, Einaudi, Torino, 1965, 1981; Milano, Mondadori, 1973; Milano, Fabbri, 2004.
- 1957 - A Father and His Fate
- 1959 - A Heritage and Its History
  - Un'eredità e la sua storia, trad. di Elena De Angeli, Collana Biblioteca n.378, Milano, Adelphi 1999, 2001.
- 1961 - The Mighty and Their Fall
  - I grandi e la loro rovina, trad. di V. Gentili, Milano, Garzanti, 1961, 1965.
- 1963 - A God and His Gifts
  - Un Dio e i suoi doni, trad. di Adriana Motti, Torino, Einaudi 1966, 1981; Milano, Mondadori 1972.
- 1971 - The Last and the First (pubblicato postumo)